# Brevel

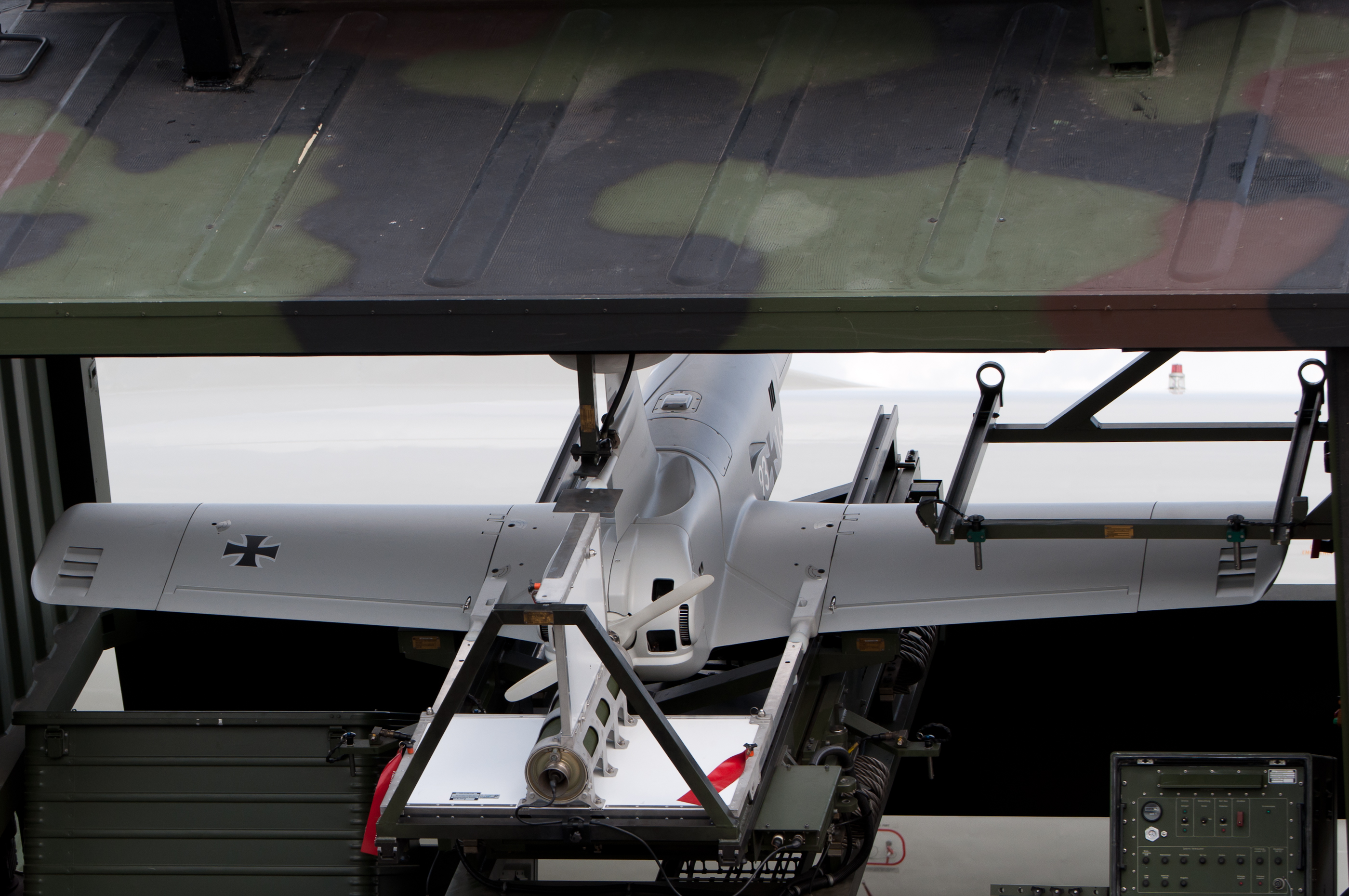
Le KZO allemand au Salon aéronautique international de Berlin 2012

Le programme Brevel concerne la mise au point de drones de surveillance. Ce programme, à l'origine bilatéral avec l'Allemagne, a été abandonné par la France. La version allemande est dénommée KZO.
Une équipe de chercheurs au Laboratoire de Physique Aérospatiale de Nantes travaille sur ce programme sous la dénomination BREVELR4.